# Grande Prêmio da França de 1998
Resultados do Grande Prêmio da França de Fórmula 1 realizado em Magny-Cours em 28 de junho de 1998. Oitava etapa do campeonato, foi vencido pelo alemão Michael Schumacher, que subiu ao pódio ao lado de Eddie Irvine numa dobradinha da Ferrari com Mika Häkkinen em terceiro pela McLaren-Mercedes.

## Classificação da prova

### Treino oficial
| Pos.                      | Nº | Piloto                | Construtor          | Tempo    | Diferença |
| ------------------------- | -- | --------------------- | ------------------- | -------- | --------- |
| 1                         | 8  | Mika Häkkinen         | McLaren-Mercedes    | 1:14.929 | —         |
| 2                         | 3  | Michael Schumacher    | Ferrari             | 1:15.159 | + 0.230   |
| 3                         | 7  | David Coulthard       | McLaren-Mercedes    | 1:15.333 | + 0.404   |
| 4                         | 4  | Eddie Irvine          | Ferrari             | 1:15.527 | + 0.598   |
| 5                         | 1  | Jacques Villeneuve    | Williams-Mecachrome | 1:15.630 | + 0.701   |
| 6                         | 10 | Ralf Schumacher       | Jordan-Mugen/Honda  | 1:15.925 | + 0.996   |
| 7                         | 9  | Damon Hill            | Jordan-Mugen/Honda  | 1:16.245 | + 1.316   |
| 8                         | 2  | Heinz-Harald Frentzen | Williams-Mecachrome | 1:16.319 | + 1.390   |
| 9                         | 5  | Giancarlo Fisichella  | Benetton-Playlife   | 1:16.375 | + 1.446   |
| 10                        | 6  | Alexander Wurz        | Benetton-Playlife   | 1:16.460 | + 1.531   |
| 11                        | 14 | Jean Alesi            | Sauber-Petronas     | 1:16.627 | + 1.698   |
| 12                        | 12 | Jarno Trulli          | Prost-Peugeot       | 1:16.892 | + 1.963   |
| 13                        | 15 | Johnny Herbert        | Sauber-Petronas     | 1:16.977 | + 2.048   |
| 14                        | 18 | Rubens Barrichello    | Stewart-Ford        | 1:17.024 | + 2.095   |
| 15                        | 19 | Jos Verstappen        | Stewart-Ford        | 1:17.604 | + 2.675   |
| 16                        | 11 | Olivier Panis         | Prost-Peugeot       | 1:17.671 | + 2.742   |
| 17                        | 16 | Pedro Paulo Diniz     | Arrows              | 1:17.880 | + 2.951   |
| 18                        | 20 | Ricardo Rosset        | Tyrrell-Ford        | 1:17.908 | + 2.979   |
| 19                        | 17 | Mika Salo             | Arrows              | 1:17.970 | + 3.041   |
| 20                        | 21 | Toranosuke Takagi     | Tyrrell-Ford        | 1:18.221 | + 3.292   |
| 21                        | 22 | Shinji Nakano         | Minardi-Ford        | 1:18.273 | + 3.344   |
| 22                        | 23 | Esteban Tuero         | Minardi-Ford        | 1:19.146 | + 4.217   |
| Limite dos 107%: 1:20.174 |    |                       |                     |          |           |
| Fonte:                    |    |                       |                     |          |           |

### Corrida
| Pos.    | Nº | Piloto                | Construtor          | Voltas | Tempo/Diferença | Grid | Pontos |
| ------- | -- | --------------------- | ------------------- | ------ | --------------- | ---- | ------ |
| 1       | 3  | Michael Schumacher    | Ferrari             | 71     | 1:34:45.026     | 2    | 10     |
| 2       | 4  | Eddie Irvine          | Ferrari             | 71     | + 19.575        | 4    | 6      |
| 3       | 8  | Mika Häkkinen         | McLaren-Mercedes    | 71     | + 19.747        | 1    | 4      |
| 4       | 1  | Jacques Villeneuve    | Williams-Mecachrome | 71     | + 1:06.965      | 5    | 3      |
| 5       | 6  | Alexander Wurz        | Benetton-Playlife   | 70     | + 1 volta       | 10   | 2      |
| 6       | 7  | David Coulthard       | McLaren-Mercedes    | 70     | + 1 volta       | 3    | 1      |
| 7       | 14 | Jean Alesi            | Sauber-Petronas     | 70     | + 1 volta       | 11   |        |
| 8       | 15 | Johnny Herbert        | Sauber-Petronas     | 70     | + 1 volta       | 13   |        |
| 9       | 5  | Giancarlo Fisichella  | Benetton-Playlife   | 70     | + 1 volta       | 9    |        |
| 10      | 18 | Rubens Barrichello    | Stewart-Ford        | 69     | + 2 voltas      | 14   |        |
| 11      | 11 | Olivier Panis         | Prost-Peugeot       | 69     | + 2 voltas      | 16   |        |
| 12      | 19 | Jos Verstappen        | Stewart-Ford        | 69     | + 2 voltas      | 15   |        |
| 13      | 17 | Mika Salo             | Arrows              | 69     | + 2 voltas      | 19   |        |
| 14      | 16 | Pedro Paulo Diniz     | Arrows              | 69     | + 2 voltas      | 17   |        |
| 15      | 2  | Heinz-Harald Frentzen | Williams-Mecachrome | 68     | Suspensão       | 8    |        |
| 16      | 10 | Ralf Schumacher       | Jordan-Mugen/Honda  | 68     | + 3 voltas      | 6    |        |
| 17      | 22 | Shinji Nakano         | Minardi-Ford        | 65     | Motor           | 21   |        |
| Ret     | 21 | Toranosuke Takagi     | Tyrrell-Ford        | 60     | Motor           | 20   |        |
| Ret     | 12 | Jarno Trulli          | Prost-Peugeot       | 55     | Spun Off        | 12   |        |
| Ret     | 23 | Esteban Tuero         | Minardi-Ford        | 41     | Câmbio          | 22   |        |
| Ret     | 9  | Damon Hill            | Jordan-Mugen/Honda  | 19     | Pane hidráulica | 7    |        |
| Ret     | 20 | Ricardo Rosset        | Tyrrell-Ford        | 16     | Pane hidráulica | 18   |        |
| Fontes: |    |                       |                     |        |                 |      |        |

## Tabela do campeonato após a corrida
| Pos. | Piloto             | Pontos |
| ---- | ------------------ | ------ |
| 1    | Mika Häkkinen      | 50     |
| 2    | Michael Schumacher | 44     |
| 3    | David Coulthard    | 30     |
| 4    | Eddie Irvine       | 25     |
| 5    | Alexander Wurz     | 14     |

| Pos. | Construtor          | Pontos |
| ---- | ------------------- | ------ |
| 1    | McLaren-Mercedes    | 80     |
| 2    | Ferrari             | 69     |
| 3    | Benetton-Playlife   | 27     |
| 4    | Williams-Mecachrome | 19     |
| 5    | Stewart-Ford        | 5      |

- Nota: Somente as primeiras cinco posições estão listadas.